# Hornsby & Upper North Shore Advocate
Le Hornsby & Upper North Shore Advocate est un journal local Australien couvrant les comtés de Hornsby et de l'Upper North Shore, à Sydney, New South Wales. Lancé en 1919, c'est le seul journal local de la région, ce qui lui donne un rôle important parmi la population locale. Les sujets traités dans le journal vont des informations aux sports en passant par l'éducation.